# Paku (Kelumbayan)
Paku is een bestuurslaag in het regentschap Tanggamus van de provincie Lampung, Indonesië. Paku telt 765 inwoners (volkstelling 2010).